# Alizé Cornet
Alizé Cornet (født 22. januar 1990 i Nice, Alpes-Maritimes, Frankrig) er en professionel tennisspiller fra Frankrig.